# 聖書 口語訳

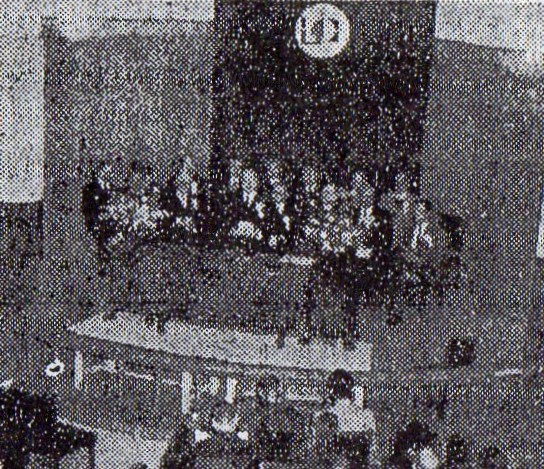
1949年4月15日、銀座教会を会場に行われた口語訳聖書完成感謝。

『聖書 口語訳』（せいしょ こうごやく、英: Bible, Colloquial Japanese）は、日本聖書協会が発行した口語の日本語に訳された聖書のひとつ。新約聖書が『口語 新約聖書』として1954年に出版され、聖書全体の翻訳が1955年に出版された。『口語訳聖書』とも呼ばれる。

## 出版までのいきさつ
明治以来、日本では、宣教師などのクリスチャンたちが、聖書を文語体の日本語で訳した文語訳聖書を発行してきたが、第二次世界大戦後には、口語体すなわち現代語による日本語訳が相次いだ。
本書は、二次世界大戦後に日本のプロテスタントのクリスチャンらの結成した日本聖書協会が初めて口語体で日本語訳し発行した聖書である。
訳業としては、2018年12月に『聖書協会共同訳』が登場するまで、日本聖書協会自身による聖書翻訳は本書が唯一であった。『文語訳』は各国聖書協会、『新共同訳』は共同訳聖書実行委員会による。
正式英語名が Bible, Colloquial Japaneseであるため、聖書協会世界連盟における本書の目録番号はJCで始まる。『文語訳』すなわちBible, Classical Japaneseも同じ頭文字であるが、そちらの目録番号の始めはJLとなっており、JCは本書が獲得している。
先に完成したのが本書の末尾4分の1弱を占める新約聖書で、この部分の初版が1954年3月4日に上梓された。
この新約聖書は、ネストレらによる当時最新の校訂本（第21版）を底本とし、イエス・キリストの時代の共通語である古代ギリシア語のコイネーから直接訳された。
旧約聖書の初版完成は翌1955年3月である。
旧約は、底本をルドルフ・キッテルらによる古代の聖書ヘブル語校訂本『ビブリア・ヘブライカ』第3版によるべきことを申し合わせ、大体の方針としてマソラ・テキストによるべきとし、聖霊の導きを祈り求めつつ、古代訳から当時までに進歩発達していた旧約学による原典研究の粋を尽くして全部の訳稿が整った同年9月末から半年の問訳稿の整理修正に努め、完成を見るに至った。
第二正典ないし旧約続編はプロテスタントでは正典とされない為に本書には含まれない。

## 委員

### 旧約聖書
- 都留仙次
- 遠藤敏雄
- 手塚儀一郎

### 新約聖書
- 松本卓夫
- 山谷省吾
- 高橋虔

## 出版後の評価

### 文体・わかりやすさ
この翻訳がそれまでの文語訳より分かりやすくなったという好評を得たのは確かである。
しかし、その一方で、特に文体については悪評も相次いだ。
小説家で文芸評論家の丸谷才一は、読者への訴求力や論理的明晰さ、さらに文章としての気品などをいずれも欠いており、冗長であるとして批判し、悪訳・悪文の代表としてとりあげた。
批判的な文学者には塚本邦雄、木下順二らも挙げることが出来る。
また、牧師の藤原藤男は冗長で迫力も締まりもない文体としたうえで、「敷衍や意味の補充…訳者の説明」を加えて通常の訳文よりも語数が多くなるはずの塚本虎二訳よりも明らかに字数が多いこと（4福音書全体で塚本訳は口語訳の9割程度の字数）をその一因として指摘している。
ほかに、人称代名詞を不自然に統一したことが文体に悪影響を及ぼしたという指摘もあり、同様の指摘は敬語の統一についても存在する。
他方で、文体への批判に対しては、古い訳への郷愁を差し引いて評価すべきなど、一定の擁護も見られる。

### 翻訳の質
改訂標準訳聖書に依拠したことについても、むしろそれが質的向上に寄与した面を肯定的に評価する意見が複数あり、訳者たちが独自に判断したとされる箇所について正当に評価する必要性も指摘されている。
新約聖書学者の田川建三は、『新約聖書』の翻訳について、原典の意味を正確に理解するためには日本語訳ではこの『口語訳聖書』がもっともすぐれていると評価した。
ただし「新共同訳の方がすぐれている点も多いから、両者を比べて用いるのがよい」という。

### 信仰上の問題
主に福音派諸教会は、この『口語訳聖書』が近代聖書批評学の立場から訳され、神であるキリストの権威をおとしめているとする信仰的な反発から、口語訳聖書を批判した。
それに伴い日本聖書刊行会が結成され、口語訳聖書に対抗する聖書として『新改訳聖書』が発刊された。

## 読み替え
日本聖書協会『口語訳聖書』は発行以来、不快語などについて、つぎのように3回の読み替えないし訳語変更を行ってきた。差別用語とされた言葉への自主規制であって、聖書として述べる内容は変わらない。
全体からすればごくわずかであり、複数名で本書を読む際などにそれらの別々の版が混ざっていても、読む長さにもよるが、問題の箇所に出くわすことは、確率的にもさほど多くはないのが普通である。

### 1954/1955年版
読み替えないし訳語変更を行う前の初版。翻訳は新約聖書が1954年、旧約聖書が1955年に完成し、発行された。日本国内では保護期間満了に伴い著作権が切れ、パブリックドメインとなっている。有志作成の電子版などが有償無償さまざまあるほか、ウィキソースでも公開されていたが、米国での著作権が切れていないため削除依頼となっており、現在は参照できなくなっている。

### 1975年版
1975年8月版より以下の読み替えが実施されている。「めくら」「盲」などについて8節。現在、古書を扱うオンライン書店やネット通販サイトで安価に流通している『口語訳聖書』の印刷書籍は、ほとんどがこのとき改訂されてできた訳文である。
旧約聖書『レビ記』22章22節
初版
すなわち獣のうちで、めくらのもの、折れた所のあるもの、切り取った所のあるもの、うみの出る者、かいせんの者、かさぶたのある者など、あなたがたは、このようなものを主にささげてはならない。また祭壇の上に、これらを火祭として、主にささげてはならない。
現行
すなわち獣のうちで、盲目のもの、折れた所のあるもの、切り取った所のあるもの、うみの出る者、かいせんの者、かさぶたのある者など、あなたがたは、このようなものを主にささげてはならない。また祭壇の上に、これらを火祭として、主にささげてはならない。
旧約聖書『申命記』15章21節
初版
しかし、その獣がもし傷のあるもの、すなわち足なえまたは、めくらなど、すべて悪い傷のあるものである時は、あなたの神、主にそれを犠牲としてささげてはならない。
現行
しかし、その獣がもし傷のあるもの、すなわち足なえまたは、盲目など、すべて悪い傷のあるものである時は、あなたの神、主にそれを犠牲としてささげてはならない。
旧約聖書『イザヤ書』29章9節
初版
あなたがたは知覚を失って気が遠くなれ、目がくらんで盲となれ。あなたがたは酔っていよ、しかし酒のゆえではない、よろめけ、しかし濃き酒のゆえではない。
現行
あなたがたは知覚を失って気が遠くなれ、目がくらんで見えなくなれ。あなたがたは酔っていよ、しかし酒のゆえではない、よろめけ、しかし濃き酒のゆえではない。
旧約聖書『ゼカリヤ書』12章4節
初版
主は言われる、その日には、わたしはすべての馬を撃って驚かせ、その乗り手を撃って狂わせる。しかし、もろもろの民の馬を、ことごとく撃って、めくらとするとき、ユダの家に対しては、わたしの目を開く。
現行
主は言われる、その日には、わたしはすべての馬を撃って驚かせ、その乗り手を撃って狂わせる。しかし、もろもろの民の馬を、ことごとく撃って、目をくらませるとき、ユダの家に対しては、わたしの目を開く。
新約聖書『ヨハネによる福音書』9章25節
初版
すると彼は言った、「あのかたが罪人であるかどうか、わたしは知りません。ただ一つのことだけ知っています。わたしは盲であったが、今は見えるということです」。
現行
すると彼は言った、「あのかたが罪人であるかどうか、わたしは知りません。ただ一つのことだけ知っています。わたしは盲人であったが、今は見えるということです」。
新約聖書『ヨハネによる福音書』9章32節
初版
生れつき盲であった者の目をあけた人があるということは、世界が始まって以来、聞いたことがありません。
現行
生れつき盲人であった者の目をあけた人があるということは、世界が始まって以来、聞いたことがありません。
新約聖書『ヨハネによる福音書』9章40節
初版
そこにイエスと一緒にいたあるパリサイ人たちが、それを聞いてイエスに言った、「それでは、わたしたちも盲なのでしょうか」。
現行
そこにイエスと一緒にいたあるパリサイ人たちが、それを聞いてイエスに言った、「それでは、わたしたちも盲人なのでしょうか」。
新約聖書『使徒行伝』13章11節
初版
見よ、主のみ手がおまえの上に及んでいる。おまえは盲になって、当分、日の光が見えなくなるのだ」。たちまち、かすみとやみとが彼にかかったため、彼は手さぐりしながら、手を引いてくれる人を捜しまわった。
現行
見よ、主のみ手がおまえの上に及んでいる。おまえは盲目になって、当分、日の光が見えなくなるのだ」。たちまち、かすみとやみとが彼にかかったため、彼は手さぐりしながら、手を引いてくれる人を捜しまわった。

### 1984年版
1984年3月版より以下の読み替えが実施されている。「おし」「かたわ」「気違い」「こびと」「せむし」「つんぼ」「びっこ」「貧乏人」「不具」「不具者」など不快語10語について計32節。本来「耳しい」「目しい」は読み替えの対象ではなかったが、対象の語と列挙的に用いられるなど、双方を読み替えないと文章が不自然になる場合は読み替えている。旧約聖書『レビ記』19章14節、旧約聖書『イザヤ書』29章18節、旧約聖書『イザヤ書』42章18節などは対象の語がないため「耳しい」「目しい」を読み替えていない。また、「狂う」は残置されている。
旧約聖書『創世記』32章31節
初版
こうして彼がペニエルを過ぎる時、日は彼の上にのぼったが、彼はそのもものゆえにびっこを引いていた。
現行
こうして彼がペニエルを過ぎる時、日は彼の上にのぼったが、彼はそのもものゆえに歩くのが不自由になっていた。
旧約聖書『出エジプト記』4章11節
初版
主は彼に言われた、「だれが人に口を授けたのか。おし、耳しい、目あき、目しいにだれがするのか。主なるわたしではないか。
現行
主は彼に言われた、「だれが人に口を授けたのか。話せず、聞えず、また、見え、見えなくする者はだれか。主なるわたしではないか。
旧約聖書『レビ記』21章18節
初版
すべて、その身にきずのある者は近寄ってはならない。すなわち、目しい、足なえ、鼻のかけた者、手足の不つりあいの者、
現行
すべて、その身にきずのある者は近寄ってはならない。すなわち、盲人、足の不自由な者、鼻のかけた者、手足の不釣合の者、
旧約聖書『レビ記』21章20節
初版
せむし、こびと、目にきずのある者、かいせんの者、かさぶたのある者、こうがんのつぶれた者などである。
現行
背中の曲がった者、背のごく低い者、目にきずのある者、かいせんの者、かさぶたのある者、こうがんのつぶれた者などである。
旧約聖書『サムエル記上』21章13節
初版
人々の前で、わざと挙動を変え、捕えられて気違いのふりをし、門のとびらを打ちたたき、よだれを流して、ひげに伝わらせた。
現行
人々の前で、わざと挙動を変え、捕えられて気が変になったふりをし、門のとびらを打ちたたき、よだれを流して、ひげに伝わらせた。
旧約聖書『サムエル記上』21章14節
初版
アキシは家来たちに言った、「あなたがたの見るように、この人は気違いだ。どうして彼をわたしの所へ連れてきたのか。
現行
アキシは家来たちに言った、「あなたがたの見るように、この人は気が変だ。どうして彼をわたしの所へ連れてきたのか。
旧約聖書『サムエル記上』21章15節
初版
わたしに気違いが必要なのか。この者を連れてきて、わたしの前で狂わせようというのか。この者をわたしの家へ入れようとするのか」。
現行
わたしに気が変になった人が必要なのか。この者を連れてきて、わたしの前で狂わせようというのか。この者をわたしの家へ入れようとするのか」。
旧約聖書『列王紀下』9章11節
初版
やがてエヒウが主君の家来たちの所へ出て来ると、彼らはエヒウに言った、「変った事はありませんか。あの気違いは、なんのためにあなたの所にきたのですか」。エヒウは彼らに言った、「あなたがたは、あの人を知っています。またその言う事も知っています」。
現行
やがてエヒウが主君の家来たちの所へ出て来ると、彼らはエヒウに言った、「変った事はありませんか。あの気が変な人は、なんのためにあなたの所にきたのですか」。エヒウは彼らに言った、「あなたがたは、あの人を知っています。またその言う事も知っています」。
旧約聖書『詩篇』31篇17節
初版
主よ、わたしはあなたに呼ばわります、
わたしをはずかしめないでください。
悪しき者に恥をうけさせ、
彼らをおしのようにして陰府に行かせてください。
現行
主よ、わたしはあなたに呼ばわります、
わたしをはずかしめないでください。
悪しき者に恥をうけさせ、
彼らに声をあげさせずに陰府に行かせてください。
旧約聖書『詩篇』38篇13節
初版
しかしわたしは耳しいのように聞かず、
おしのように口を開きません。
現行
しかしわたしは耳のきこえない人のように聞かず、
口のきけない人のように話しません。
旧約聖書『箴言』26章18、19節
初版
隣り人を欺いて、
「わたしはただ戯れにした」という者は、
燃え木または矢、または死を、
投げつける気違いのようだ。
現行
隣り人を欺いて、
「わたしはただ戯れにした」という者は、
燃え木または矢、または死を、
投げつける気が変な人のようだ。
旧約聖書『イザヤ書』35章5節
初版
その時、目しいの目は開かれ、
耳しいの耳はあけられる。
現行
その時、見えない人の目は開かれ、
聞えない人の耳は聞えるようになる。
旧約聖書『イザヤ書』35章6節
初版
その時、足なえは、しかのように飛び走り、
おしの舌は喜び歌う。
それは荒野に水がわきいで、
さばくに川が流れるからである。
現行
その時、足の不自由な人は、しかのように飛び走り、
口のきけない人の舌は喜び歌う。
それは荒野に水がわきいで、
さばくに川が流れるからである。
旧約聖書『エゼキエル書』3章26節
初版
わたしはあなたの舌を上あごにつかせ、あなたをおしにして、彼らを戒めることができないようにする。彼らは反逆の家だからである。
現行
わたしはあなたの舌を上あごにつかせ、あなたを口のきけない人にして、彼らを戒めることができないようにする。彼らは反逆の家だからである。
新約聖書『マタイによる福音書』9章32節
初版
彼らが出て行くと、人々は悪霊につかれたおしをイエスのところに連れてきた。
現行
彼らが出て行くと、人々は悪霊につかれて口のきけない人をイエスのところに連れてきた。
新約聖書『マタイによる福音書』9章33節
初版
すると、悪霊は追い出されて、おしが物を言うようになった。群衆は驚いて、「このようなことがイスラエルの中で見られたことは、これまで一度もなかった」と言った。
現行
すると、悪霊は追い出されて、口のきけない人が物を言うようになった。群衆は驚いて、「このようなことがイスラエルの中で見られたことは、これまで一度もなかった」と言った。
新約聖書『マタイによる福音書』12章22節
初版
そのとき、人々が悪霊につかれた盲人のおしを連れてきたので、イエスは彼をいやして、物を言い、また目が見えるようにされた。
現行
そのとき、人々が悪霊につかれた盲人で口のきけない人を連れてきたので、イエスは彼をいやして、物を言い、また目が見えるようにされた。
新約聖書『マタイによる福音書』15章30節
初版
すると大ぜいの群衆が、足なえ、不具者、盲人、おし、そのほか多くの人々を連れてきて、イエスの足もとに置いたので、彼らをおいやしになった。
現行
すると大ぜいの群衆が、足、手、目や口などが不自由な人々、そのほか多くの人々を連れてきて、イエスの足もとに置いたので、彼らをおいやしになった。
新約聖書『マルコによる福音書』9章17節
初版
群衆のひとりが答えた、「先生、おしの霊につかれているわたしのむすこを、こちらに連れて参りました。
現行
群衆のひとりが答えた、「先生、口をきけなくする霊につかれているわたしのむすこを、こちらに連れて参りました。
新約聖書『マルコによる福音書』9章25節
初版
イエスは群衆が駆け寄って来るのをごらんになって、けがれた霊をしかって言われた、「おしとつんぼの霊よ、わたしがおまえに命じる。この子から出て行け。二度と、はいって来るな」。
現行
イエスは群衆が駆け寄って来るのをごらんになって、けがれた霊をしかって言われた、「言うことも聞くこともさせない霊よ、わたしがおまえに命じる。この子から出て行け。二度と、はいって来るな」。
新約聖書『ルカによる福音書』1章20節
初版
時が来れば成就するわたしの言葉を信じなかったから、あなたはおしになり、この事の起る日まで、ものが言えなくなる」。
現行
時が来れば成就するわたしの言葉を信じなかったから、あなたは口がきけなくなり、この事の起る日まで、ものが言えなくなる」。
新約聖書『ルカによる福音書』1章22節
初版
ついに彼は出てきたが、物が言えなかったので、人々は彼が聖所内でまぼろしを見たのだと悟った。彼は彼らに合図をするだけで、引きつづき、おしのままでいた。
現行
ついに彼は出てきたが、物が言えなかったので、人々は彼が聖所内でまぼろしを見たのだと悟った。彼は彼らに合図をするだけで、引きつづき、口がきけないままでいた。
新約聖書『ルカによる福音書』11章14節
初版
さて、イエスが悪霊を追い出しておられた。それは、おしの霊であった。悪霊が出て行くと、おしが物を言うようになったので、群衆は不思議に思った。
現行
さて、イエスが悪霊を追い出しておられた。それは、物を言えなくする霊であった。悪霊が出て行くと、口のきけない人が物を言うようになったので、群衆は不思議に思った。
新約聖書『ルカによる福音書』14章13節
初版
むしろ、宴会を催す場合には、貧乏人、不具者、足なえ、盲人などを招くがよい。
現行
むしろ、宴会を催す場合には、貧しい人、体の不自由な人、足の悪い人、目の見えない人などを招くがよい。
新約聖書『ルカによる福音書』14章21節
初版
僕は帰ってきて、以上の事を主人に報告した。すると家の主人はおこって僕に言った、『いますぐに、町の大通りや小道へ行って、貧乏人、不具者、盲人、足なえなどを、ここへ連れてきなさい』。
現行
僕は帰ってきて、以上の事を主人に報告した。すると家の主人はおこって僕に言った、『いますぐに、町の大通りや小道へ行って、貧しい人、体の不自由な人、目の見えない人、足の悪い人などを、ここへ連れてきなさい』。
新約聖書『ルカによる福音書』16章20節
初版
ところが、ラザロという貧乏人が全身でき物でおおわれて、この金持の玄関の前にすわり、
現行
ところが、ラザロという貧しい人が全身でき物でおおわれて、この金持の玄関の前にすわり、
新約聖書『ルカによる福音書』16章22節
初版
この貧乏人がついに死に、御使たちに連れられてアブラハムのふところに送られた。金持も死んで葬られた。
現行
この貧しい人がついに死に、御使たちに連れられてアブラハムのふところに送られた。金持も死んで葬られた。
新約聖書『コリント人への第一の手紙』14章23節
初版
もし全教会が一緒に集まって、全員が異言を語っているところに、初心者か不信者かがはいってきたら、彼らはあなたがたを気違いだと言うだろう。
現行
もし全教会が一緒に集まって、全員が異言を語っているところに、初心者か不信者かがはいってきたら、彼らはあなたがたが気が変になったと言うだろう。
新約聖書『ガラテヤ人への手紙』5章12節
初版
あなたがたの煽動者どもは、自ら不具になるがよかろう。
現行
あなたがたの煽動者どもは、自ら去勢してしまうがよかろう。

### 2002年版
2002年5月版より以下の読み替えないし訳語変更が実施されている。
らい病に関する数十節が対象である。
1996年にらい予防法が廃止され、戦前からの日本のハンセン病政策への反省とともに、クリスチャンたちもまた己の罪の告白と絶えざる祈りが求められていた。
なお、現在は病理学的にはいかなる病気であったか明瞭ではないばかりかそれが厳密に何を指しているかにいまだに明らかでないし、特定の病名に結び付けることはできないため、従来の聖書にあった「らい病」は、今日医学的にいう「ハンセン病」とは、同一のものとはいえないというのが通説である。
旧約聖書『出エジプト記』4章6節
初版
主はまた彼に言われた、「あなたの手をふところに入れなさい」。彼が手をふところに入れ、それを出すと、手は、らい病にかかって、雪のように白くなっていた。
現行
主はまた彼に言われた、「あなたの手をふところに入れなさい」。彼が手をふところに入れ、それを出すと、手は、重い皮膚病にかかって、雪のように白くなっていた。
旧約聖書『レビ記』13章2節
初版
「人がその身の皮に腫、あるいは吹出物、あるいは光る所ができ、これがその身の皮にらい病の患部のようになるならば、その人を祭司アロンまたは、祭司なるアロンの子たちのひとりのもとに、連れて行かなければならない。 
現行
「人がその身の皮に腫、あるいは吹出物、あるいは光る所ができ、これがその身の皮に重い皮膚病の患部のようになるならば、その人を祭司アロンまたは、祭司なるアロンの子たちのひとりのもとに、連れて行かなければならない。 
旧約聖書『レビ記』13章3節
初版
祭司はその身の皮の患部を見、その患部の毛がもし白く変り、かつ患部が、その身の皮よりも深く見えるならば、それはらい病の患部である。祭司は彼を見て、これを汚れた者としなければならない。 
現行
祭司はその身の皮の患部を見、その患部の毛がもし白く変り、かつ患部が、その身の皮よりも深く見えるならば、それは重い皮膚病の患部である。祭司は彼を見て、これを汚れた者としなければならない。 
旧約聖書『レビ記』13章8節
初版
祭司はこれを見て、その吹出物が皮に広がっているならば、祭司はその人を汚れた者としなければならない。これはらい病である。
現行
祭司はこれを見て、その吹出物が皮に広がっているならば、祭司はその人を汚れた者としなければならない。これは重い皮膚病である。
旧約聖書『レビ記』13章9節
初版
もし人にらい病の患部があるならば、その人を祭司のもとに連れて行かなければならない。 
現行
もし人に重い皮膚病の患部があるならば、その人を祭司のもとに連れて行かなければならない。 
旧約聖書『レビ記』13章11節
初版
これは古いらい病がその身の皮にあるのであるから、祭司はその人を汚れた者としなければならない。その人は汚れた者であるから、これを留め置くに及ばない。 
現行
これは慢性の重い皮膚病がその身の皮にあるのであるから、祭司はその人を汚れた者としなければならない。その人は汚れた者であるから、これを留め置くに及ばない。 
旧約聖書『レビ記』13章12節
初版
もしらい病が広く皮に出て、そのらい病が、その患者の皮を頭から足まで、ことごとくおおい、祭司の見るところすべてに及んでおれば、 
現行
もし重い皮膚病が広く皮に出て、その重い皮膚病が、患者の皮を頭から足まで、ことごとくおおい、祭司の見るところすべてに及んでおれば、 
旧約聖書『レビ記』13章13節
初版
祭司はこれを見、もしらい病がその身をことごとくおおっておれば、その患者を清い者としなければならない。それはことごとく白く変ったから、彼は清い者である。 
現行
祭司はこれを見、その皮膚病がその身をことごとくおおっておれば、その患者を清い者としなければならない。それはことごとく白く変ったから、彼は清い者である。 
旧約聖書『レビ記』13章15節
初版
祭司はその生肉を見て、その人を汚れた者としなければならない。生肉は汚れたものであって、それはらい病である。 
現行
祭司はその生肉を見て、その人を汚れた者としなければならない。生肉は汚れたものであって、それは重い皮膚病である。 
旧約聖書『レビ記』13章20節
初版
祭司はこれを見て、もし皮よりも低く見え、その毛が白く変っていれば、祭司はその人を汚れた者としなければならない。それは腫物に起ったらい病の患部だからである。 
現行
祭司はこれを見て、もし皮よりも低く見え、その毛が白く変っていれば、祭司はその人を汚れた者としなければならない。それは腫物に起った重い皮膚病の患部だからである。 
旧約聖書『レビ記』13章25節
初版
祭司はこれを見なければならない。そしてもし、その光る所にある毛が白く変って、そこが皮よりも深く見えるならば、これはやけどに生じたらい病である。祭司はその人を汚れた者としなければならない。これはらい病の患部だからである。 
現行
祭司はこれを見なければならない。そしてもし、その光る所にある毛が白く変って、そこが皮よりも深く見えるならば、これはやけどに生じた重い皮膚病である。祭司はその人を汚れた者としなければならない。これは重い皮膚病の患部だからである。 
旧約聖書『レビ記』13章27節
初版
七日目に祭司は彼を見なければならない。もし皮に広くひろがっているならば、祭司はその人を汚れた者としなければならない。これはらい病の患部だからである。 
現行
七日目に祭司は彼を見なければならない。もし皮に広くひろがっているならば、祭司はその人を汚れた者としなければならない。これは重い皮膚病の患部だからである。 
旧約聖書『レビ記』13章30節
初版
祭司はその患部を見なければならない。もしそれが皮よりも深く見え、またそこに黄色の細い毛があるならば、祭司はその人を汚れた者としなければならない。それはかいせんであって、頭またはあごのらい病だからである。 
現行
祭司はその患部を見なければならない。もしそれが皮よりも深く見え、またそこに黄色の細い毛があるならば、祭司はその人を汚れた者としなければならない。それはかいせんであって、頭またはあごの重い皮膚病だからである。 
旧約聖書『レビ記』13章42節
初版
けれども、もしそのはげ頭または、はげ額に赤みをおびた白い患部があるならば、それはそのはげ頭または、はげ額にらい病が発したのである。 
現行
けれども、もしそのはげ頭または、はげ額に赤みをおびた白い患部があるならば、それはそのはげ頭または、はげ額に重い皮膚病が発したのである。 
旧約聖書『レビ記』13章43節
初版
祭司はこれを見なければならない。もしそのはげ頭または、はげ額の患部の腫が白く赤みをおびて、身の皮にらい病があらわれているならば、 
現行
祭司はこれを見なければならない。もしそのはげ頭または、はげ額の患部の腫が白く赤みをおびて、身の皮に重い皮膚病があらわれているならば、 
旧約聖書『レビ記』13章44節
初版
その人はらい病に冒された者であって、汚れた者である。祭司はその人を確かに汚れた者としなければならない。患部が頭にあるからである。
現行
その人は重い皮膚病に冒された者であって、汚れた者である。祭司はその人を確かに汚れた者としなければならない。患部が頭にあるからである。
旧約聖書『レビ記』13章45節
初版
患部のあるらい病人は、その衣服を裂き、その頭を現し、その口ひげをおおって『汚れた者、汚れた者』と呼ばわらなければならない。 
現行
重い皮膚病の患者は、その衣服を裂き、その頭を現し、その口ひげをおおって『汚れた者、汚れた者』と呼ばわらなければならない。 
旧約聖書『レビ記』13章47節
初版
また衣服にらい病の患部が生じた時は、それが羊毛の衣服であれ、亜麻の衣服であれ、 
現行
また衣服に重い皮膚病の患部が生じた時は、それが羊毛の衣服であれ、亜麻の衣服であれ、 
旧約聖書『レビ記』13章49節
初版
もしその衣服あるいは皮、あるいは縦糸、あるいは横糸、あるいは皮で作ったどのような物であれ、その患部が青みをおびているか、あるいは赤みをおびているならば、これはらい病の患部である。これを祭司に見せなければならない。
現行
もしその衣服あるいは皮、あるいは縦糸か横糸、あるいは皮で作ったどのような物であれ、そのかびが青みをおびているか、赤みをおびているならば、それは悪性のかびの繁殖によるものであり、祭司に見せなければならない。
旧約聖書『レビ記』13章51節
初版
七日目に患部を見て、もしその衣服、あるいは縦糸、あるいは横糸、あるいは皮、またどのように用いられている皮であれ、患部が広がっているならば、その患部は悪性のらい病であって、それは汚れた物である。 
現行
七日目にかびを見て、もしその衣服、あるいは縦糸、あるいは横糸、あるいは皮、またどのように用いられている皮であれ、かびが広がっているならば、それは特に悪性のかびであって、汚れた物である。 
旧約聖書『レビ記』13章52節
初版
彼はその患部のある衣服、あるいは羊毛、または亜麻の縦糸、または横糸、あるいはすべて皮で作った物を焼かなければならない。これは悪性のらい病であるから、その物を火で焼かなければならない。
現行
彼はそのかびのある衣服、あるいは羊毛、または亜麻の縦糸、または横糸、あるいはすべて皮で作った物を焼かなければならない。これは特に悪性のかびであるから、その物を火で焼かなければならない。
旧約聖書『レビ記』13章53節
初版
しかし、祭司がこれを見て、もし患部がその衣服、あるいは縦糸、あるいは横糸、あるいはすべて皮で作った物に広がっていないならば、
現行
しかし、祭司がこれを見て、もしかびがその衣服、あるいは縦糸、あるいは横糸、あるいはすべて皮で作った物に広がっていないならば、
旧約聖書『レビ記』13章54節
初版
祭司は命じて、その患部のある物を洗わせ、さらに七日の間これを留め置かなければならない。
現行
祭司は命じて、そのかびのある物を洗わせ、さらに七日の間これを留め置かなければならない。
旧約聖書『レビ記』13章55節
初版
そしてその患部を洗った後、祭司はそれを見て、もし患部の色が変らなければ、患部が広がらなくても、それは汚れた物である。それが表にあっても裏にあっても腐れであるから、それを火で焼かなければならない。
現行
そしてそのかびを洗った後、祭司はそれを見て、もしかびの色が変らなければ、かびが広がらなくても、それは汚れた物である。それが表にあっても裏にあっても腐れであるから、それを火で焼かなければならない。
旧約聖書『レビ記』13章56節
初版
しかし、祭司がこれを見て、それを洗った後に、その患部が薄らいだならば、その衣服、あるいは皮、あるいは縦糸、あるいは横糸から、それを切り取らなければならない。
現行
しかし、祭司がこれを見て、それを洗った後に、かびの色が薄らいだならば、その衣服、あるいは皮、あるいは縦糸、あるいは横糸から、それを切り取らなければならない。
旧約聖書『レビ記』13章57節
初版
しかし、なおその衣服、あるいは縦糸、あるいは横糸、あるいはすべて皮で作った物にそれが現れれば、それは再発したのである。その患部のある物を火で焼かなければならない。
現行
しかし、なおその衣服、あるいは縦糸、あるいは横糸、あるいはすべて皮で作った物にそれが現れれば、それは再発したのである。そのかびのある物を火で焼かなければならない。
旧約聖書『レビ記』13章58節
初版
また洗った衣服、あるいは縦糸、あるいは横糸、あるいはすべて皮で作った物から、患部が消え去るならば、再びそれを洗わなければならない。そうすれば清くなるであろう」。
現行
また洗った衣服、あるいは縦糸、あるいは横糸、あるいはすべて皮で作った物から、かびが消え去るならば、再びそれを洗わなければならない。そうすれば清くなるであろう」。
旧約聖書『レビ記』13章59節
初版
これは羊毛または亜麻の衣服、あるいは縦糸、あるいは横糸、あるいはすべて皮で作った物に生じるらい病の患部について、それを清い物とし、または汚れた物とするためのおきてである。
現行
これは羊毛または亜麻の衣服、あるいは縦糸、あるいは横糸、あるいはすべて皮で作った物に生じる悪性のかびについて、それを清い物とし、または汚れた物とするためのおきてである。
旧約聖書『レビ記』14章2節
初版
「らい病人が清い者とされる時のおきては次のとおりである。すなわち、その人を祭司のもとに連れて行き、
現行
「重い皮膚病の患者が清い者とされる時のおきては次のとおりである。すなわち、その人を祭司のもとに連れて行き、
旧約聖書『レビ記』14章3節
初版
祭司は宿営の外に出て行って、その人を見、もしらい病の患部がいえているならば、 
現行
祭司は宿営の外に出て行って、その人を見、もし重い皮膚病の患部がいえているならば、 
旧約聖書『レビ記』14章7節
初版
これをらい病から清められる者に七たび注いで、その人を清い者とし、その生きている小鳥は野に放たなければならない。 
現行
これを重い皮膚病から清められる者に七たび注いで、その人を清い者とし、その生きている小鳥は野に放たなければならない。 
旧約聖書『レビ記』14章32節
初版
これはらい病の患者で、その清めに必要なものに、手の届かない者のためのおきてである」。
現行
これは重い皮膚病の患者で、その清めに必要なものに、手の届かない者のためのおきてである」。
旧約聖書『レビ記』14章34節
初版
「あなたがたに所有として与えるカナンの地に、あなたがたがはいる時、その所有の地において、家にわたしがらい病の患部を生じさせることがあれば、 
現行
「あなたがたに所有として与えるカナンの地に、あなたがたがはいる時、その所有の地において、家に悪性のかびが生じるならば、 
旧約聖書『レビ記』14章35節
初版
その家の持ち主はきて、祭司に告げ、『患部のようなものが、わたしの家にあります』と言わなければならない。
現行
その家の持ち主はきて、祭司に告げ、『かびのようなものが、わたしの家にあります』と言わなければならない。
旧約聖書『レビ記』14章36節
初版
祭司は命じて、祭司がその患部を見に行く前に、その家をあけさせ、その家にあるすべての物が汚されないようにし、その後、祭司は、はいってその家を見なければならない。 
現行
祭司は命じて、祭司がそのかびを見に行く前に、その家をあけさせ、その家にあるすべての物が汚されないようにし、その後、祭司は、はいってその家を見なければならない。 
旧約聖書『レビ記』14章37節
初版
その患部を見て、もしその患部が家の壁にあって、青または赤のくぼみをもち、それが壁よりも低く見えるならば、
現行
そのかびを見て、もしそのかびが家の壁にあって、青または赤のくぼみをもち、それが壁よりも低く見えるならば、
旧約聖書『レビ記』14章39節
初版
祭司は七日目に、またきてそれを見、その患部がもし家の壁に広がっているならば、
現行
祭司は七日目に、またきてそれを見、そのかびがもし家の壁に広がっているならば、
旧約聖書『レビ記』14章40節
初版
祭司は命じて、その患部のある石を取り出し、町の外の汚れた物を捨てる場所に捨てさせ、
現行
祭司は命じて、そのかびの生じている石を取り出し、町の外の汚れた物を捨てる場所に捨てさせ、
旧約聖書『レビ記』14章43節
初版
このように石を取り出し、家を削り、塗りかえた後に、その患部がもし再び家に出るならば、
現行
このように石を取り出し、家を削り、塗りかえた後に、そのかびがもし再び家に生じるならば、
旧約聖書『レビ記』14章44節
初版
祭司はまたきて見なければならない。患部がもし家に広がっているならば、これは家にある悪性のらい病であって、これは汚れた物である。
現行
祭司はまたきて見なければならない。かびがもし家に広がっているならば、これは家にある特に悪性のかびであって、これは汚れた物である。
旧約聖書『レビ記』14章48節
初版
しかし、祭司がはいって見て、もし家を塗りかえた後に、その患部が家に広がっていなければ、これはその患部がいえたのであるから、祭司はその家を清いものとしなければならない。
現行
しかし、祭司がはいって見て、もし家を塗りかえた後に、そのかびが家に広がっていなければ、これはそのかびがおさまったのであるから、祭司はその家を清いものとしなければならない。
旧約聖書『レビ記』14章54節
初版
これはらい病のすべての患部、かいせん、
現行
これは重い皮膚病のすべての患部、かいせん、
旧約聖書『レビ記』14章55節
初版
および衣服と家のらい病、 
現行
および衣服と家の重い皮膚病、 
旧約聖書『レビ記』14章57節
初版
いつそれが汚れているか、いつそれが清いかを教えるものである。これがらい病に関するおきてである。
現行
いつそれが汚れているか、いつそれが清いかを教えるものである。これが重い皮膚病に関するおきてである。
旧約聖書『レビ記』22章4節
アロンの子孫のうち、だれでも、らい病の者、また流出ある者は清くなるまで、聖なる物を食べてはならない。また、すべて死体によって汚れた物に触れた者、精を漏らした者、
現行
アロンの子孫のうち、だれでも、重い皮膚病の患者、また流出ある者は清くなるまで、聖なる物を食べてはならない。また、すべて死体によって汚れた物に触れた者、精を漏らした者、
旧約聖書『民数記』5章2節
初版
「イスラエルの人々に命じて、らい病人、流出のある者、死体にふれて汚れた者を、ことごとく宿営の外に出させなさい。
現行
「イスラエルの人々に命じて、重い皮膚病の患者、流出のある者、死体にふれて汚れた者を、ことごとく宿営の外に出させなさい。
旧約聖書『民数記』12章10節
初版
雲が幕屋の上を離れ去った時、ミリアムは、らい病となり、その身は雪のように白くなった。アロンがふり返ってミリアムを見ると、彼女はらい病になっていた。
現行
雲が幕屋の上を離れ去った時、ミリアムは、重い皮膚病となり、その身は雪のように白くなった。アロンがふり返ってミリアムを見ると、彼女は重い皮膚病になっていた。
旧約聖書『申命記』24章8節
初版
らい病の起った時は気をつけて、すべてレビびとたる祭司が教えることを、よく守って行わなければならない。すなわちわたしが彼らに命じたように、あなたがたはそれを守って行わなければならない。
現行
重い皮膚病にかかった時は気をつけて、すべてレビびとたる祭司が教えることを、よく守って行わなければならない。すなわちわたしが彼らに命じたように、あなたがたはそれを守って行わなければならない。
旧約聖書『サムエル記下』3章29節
初版
どうぞ、その罪がヨアブの頭と、その父の全家に帰するように。またヨアブの家には流出を病む者、らい病人、つえにたよる者、つるぎに倒れる者、または食物の乏しい者が絶えないように」。
現行
どうぞ、その罪がヨアブの頭と、その父の全家に帰するように。またヨアブの家には流出を病む者、重い皮膚病を病む者、つえにたよる者、つるぎに倒れる者、または食物の乏しい者が絶えないように」。
旧約聖書『列王紀下』5章1節
初版
スリヤ王の軍勢の長ナアマンはその主君に重んじられた有力な人であった。主がかつて彼を用いてスリヤに勝利を得させられたからである。彼は大勇士であったが、らい病をわずらっていた。
現行
スリヤ王の軍勢の長ナアマンはその主君に重んじられた有力な人であった。主がかつて彼を用いてスリヤに勝利を得させられたからである。彼は大勇士であったが、重い皮膚病をわずらっていた。
旧約聖書『列王紀下』5章3節
初版
その女主人にむかって、「ああ、御主人がサマリヤにいる預言者と共におられたらよかったでしょうに。彼はそのらい病をいやしたことでしょう」と言ったので、
現行
その女主人にむかって、「ああ、御主人がサマリヤにいる預言者と共におられたらよかったでしょうに。彼はその重い皮膚病をいやしたことでしょう」と言ったので、
旧約聖書『列王紀下』5章6節
初版
彼がイスラエルの王に持って行った手紙には、「この手紙があなたにとどいたならば、わたしの家来ナアマンを、あなたにつかわしたことと御承知ください。あなたに彼のらい病をいやしていただくためです」とあった。
現行
彼がイスラエルの王に持って行った手紙には、「この手紙があなたにとどいたならば、わたしの家来ナアマンを、あなたにつかわしたことと御承知ください。あなたに彼の重い皮膚病をいやしていただくためです」とあった。
旧約聖書『列王紀下』5章7節
初版
イスラエルの王はその手紙を読んだ時、衣を裂いて言った、「わたしは殺したり、生かしたりすることのできる神であろうか。どうしてこの人は、らい病人をわたしにつかわして、それをいやせと言うのか。あなたがたは、彼がわたしに争いをしかけているのを知って警戒するがよい」。
現行
イスラエルの王はその手紙を読んだ時、衣を裂いて言った、「わたしは殺したり、生かしたりすることのできる神であろうか。どうしてこの人は、重い皮膚病の男をわたしにつかわして、それをいやせと言うのか。あなたがたは、彼がわたしに争いをしかけているのを知って警戒するがよい」。
旧約聖書『列王紀下』5章11節
初版
しかしナアマンは怒って去り、そして言った、「わたしは、彼がきっとわたしのもとに出てきて立ち、その神、主の名を呼んで、その箇所の上に手を動かして、らい病をいやすのだろうと思った。
現行
しかしナアマンは怒って去り、そして言った、「わたしは、彼がきっとわたしのもとに出てきて立ち、その神、主の名を呼んで、その箇所の上に手を動かして、重い皮膚病をいやすのだろうと思った。
旧約聖書『列王紀下』5章27節
初版
それゆえ、ナアマンのらい病はあなたに着き、ながくあなたの子孫に及ぶであろう」。彼がエリシャの前を出ていくとき、らい病が発して雪のように白くなっていた。
現行
それゆえ、ナアマンの重い皮膚病はあなたに着き、ながくあなたの子孫に及ぶであろう」。彼がエリシャの前を出ていくとき、重い皮膚病が発して雪のように白くなっていた。
旧約聖書『列王紀下』7章3節
初版
さて町の門の入口に四人のらい病人がいたが、彼らは互に言った、「われわれはどうしてここに座して死を待たねばならないのか。
現行
さて町の門の入口に四人の重い皮膚病の患者がいたが、彼らは互に言った、「われわれはどうしてここに座して死を待たねばならないのか。
旧約聖書『列王紀下』7章8節
初版
そこでらい病人たちは陣営のほとりに行き、一つの天幕にはいって食い飲みし、そこから金銀、衣服を持ち出してそれを隠し、また来て、他の天幕に入り、そこからも持ち出してそれを隠した。
現行
そこで重い皮膚病の患者たちは陣営のほとりに行き、一つの天幕にはいって食い飲みし、そこから金銀、衣服を持ち出してそれを隠し、また来て、他の天幕に入り、そこからも持ち出してそれを隠した。
旧約聖書『列王紀下』15章5節
初版
主が王を撃たれたので、その死ぬ日まで、らい病人となって、離れ家に住んだ。王の子ヨタムが家の事を管理し、国の民をさばいた。
現行
主が王を撃たれたので、その死ぬ日まで、重い皮膚病になって、離れ家に住んだ。王の子ヨタムが家の事を管理し、国の民をさばいた。
旧約聖書『歴代志下』26章19節
初版
するとウジヤは怒りを発し、香炉を手にとって香をたこうとしたが、彼が祭司に向かって怒りを発している間に、らい病がその額に起った。時に彼は主の宮で祭司たちの前、香の祭壇のかたわらにいた。
現行
するとウジヤは怒りを発し、香炉を手にとって香をたこうとしたが、彼が祭司に向かって怒りを発している間に、重い皮膚病がその額に起った。時に彼は主の宮で祭司たちの前、香の祭壇のかたわらにいた。
旧約聖書『歴代志下』26章20節
初版
祭司の長アザリヤおよびすべての祭司たちが彼を見ると、彼の額にらい病が生じていたので、急いで彼をそこから追い出した。彼自身もまた主に撃たれたことを知って、急いで出て行った。
現行
祭司の長アザリヤおよびすべての祭司たちが彼を見ると、彼の額に重い皮膚病が生じていたので、急いで彼をそこから追い出した。彼自身もまた主に撃たれたことを知って、急いで出て行った。
旧約聖書『歴代志下』26章21節
初版
ウジヤ王は、死ぬ日までらい病人であった。彼はらい病人であったので、離れ殿に住んだ。主の宮から断たれたからである。その子ヨタムが王の家をつかさどり、国の民を治めた。
現行
ウジヤ王は、死ぬ日まで重い皮膚病にかかっていたので、離れ殿に住んだ。主の宮から断たれたからである。その子ヨタムが王の家をつかさどり、国の民を治めた。
旧約聖書『歴代志下』26章23節
初版
ウジヤは先祖たちと共に眠ったので、人々は「彼はらい病人である」と言って、王たちの墓に連なる墓地に、その先祖たちと共に葬った。その子ヨタムが彼に代って王となった。
現行
ウジヤは先祖たちと共に眠ったので、人々は「彼は重い皮膚病にかかった人である」と言って、王たちの墓に連なる墓地に、その先祖たちと共に葬った。その子ヨタムが彼に代って王となった。
新約聖書『マタイによる福音書』8章2節
初版
すると、そのとき、ひとりのらい病人がイエスのところにきて、ひれ伏して言った、「主よ、みこころでしたら、きよめていただけるのですが」。
現行
すると、そのとき、ひとりの重い皮膚病にかかった人がイエスのところにきて、ひれ伏して言った、「主よ、みこころでしたら、きよめていただけるのですが」。
新約聖書『マタイによる福音書』8章3節
初版
イエスは手を伸ばして、彼にさわり、「そうしてあげよう、きよくなれ」と言われた。すると、らい病は直ちにきよめられた。
現行
イエスは手を伸ばして、彼にさわり、「そうしてあげよう、きよくなれ」と言われた。すると、重い皮膚病は直ちにきよめられた。
新約聖書『マタイによる福音書』10章8節
初版
病人をいやし、死人をよみがえらせ、らい病人をきよめ、悪霊を追い出せ。ただで受けたのだから、ただで与えるがよい。
現行
病人をいやし、死人をよみがえらせ、重い皮膚病にかかった人をきよめ、悪霊を追い出せ。ただで受けたのだから、ただで与えるがよい。
新約聖書『マタイによる福音書』11章5節
初版
盲人は見え、足なえは歩き、らい病人はきよまり、耳しいは聞え、死人は生きかえり、貧しい人々は福音を聞かされている。
現行
盲人は見え、足なえは歩き、重い皮膚病にかかった人はきよまり、耳しいは聞え、死人は生きかえり、貧しい人々は福音を聞かされている。
新約聖書『マタイによる福音書』26章6節
初版
さて、イエスがベタニヤで、らい病人シモンの家におられたとき、
現行
さて、イエスがベタニヤで、重い皮膚病の人シモンの家におられたとき、
新約聖書『マルコによる福音書』1章40節
初版
ひとりのらい病人が、イエスのところに願いにきて、ひざまずいて言った、「みこころでしたら、きよめていただけるのですが」。
現行
ひとりの重い皮膚病にかかった人が、イエスのところに願いにきて、ひざまずいて言った、「みこころでしたら、きよめていただけるのですが」。
新約聖書『マルコによる福音書』1章42節
初版
すると、らい病が直ちに去って、その人はきよくなった。
現行
すると、重い皮膚病が直ちに去って、その人はきよくなった。
新約聖書『マルコによる福音書』14章3節
初版
イエスがベタニヤで、らい病人シモンの家にいて、食卓についておられたとき、ひとりの女が、非常に高価で純粋なナルドの香油が入れてある石膏のつぼを持ってきて、それをこわし、香油をイエスの頭に注ぎかけた。
現行
イエスがベタニヤで、重い皮膚病の人シモンの家にいて、食卓についておられたとき、ひとりの女が、非常に高価で純粋なナルドの香油が入れてある石膏のつぼを持ってきて、それをこわし、香油をイエスの頭に注ぎかけた。
新約聖書『ルカによる福音書』4章27節
初版
また預言者エリシャの時代に、イスラエルには多くのらい病人がいたのに、そのうちのひとりもきよめられないで、ただシリヤのナアマンだけがきよめられた」。
現行
また預言者エリシャの時代に、イスラエルには重い皮膚病にかかった多くの人がいたのに、そのうちのひとりもきよめられないで、ただシリヤのナアマンだけがきよめられた」。
新約聖書『ルカによる福音書』5章12節
初版
イエスがある町におられた時、全身らい病になっている人がそこにいた。イエスを見ると、顔を地に伏せて願って言った、「主よ、みこころでしたら、きよめていただけるのですが」。
現行
イエスがある町におられた時、全身重い皮膚病にかかった人がそこにいた。イエスを見ると、顔を地に伏せて願って言った、「主よ、みこころでしたら、きよめていただけるのですが」。
新約聖書『ルカによる福音書』5章13節
初版
イエスは手を伸ばして彼にさわり、「そうしてあげよう、きよくなれ」と言われた。すると、らい病がただちに去ってしまった。
現行
イエスは手を伸ばして彼にさわり、「そうしてあげよう、きよくなれ」と言われた。すると、重い皮膚病がただちに去ってしまった。
新約聖書『ルカによる福音書』7章22節
初版
答えて言われた、「行って、あなたがたが見聞きしたことを、ヨハネに報告しなさい。盲人は見え、足なえは歩き、らい病人はきよまり、耳しいは聞え、死人は生きかえり、貧しい人々は福音を聞かされている。
現行
答えて言われた、「行って、あなたがたが見聞きしたことを、ヨハネに報告しなさい。盲人は見え、足なえは歩き、重い皮膚病にかかった人はきよまり、耳しいは聞え、死人は生きかえり、貧しい人々は福音を聞かされている。
新約聖書『ルカによる福音書』17章12節
初版
そして、ある村にはいられると、十人のらい病人に出会われたが、彼らは遠くの方で立ちとどまり、
現行
そして、ある村にはいられると、重い皮膚病にかかった十人の人に出会われたが、彼らは遠くの方で立ちとどまり、

## 入手方法と利用の無料化
前述のように、3回の改版を経て、1954/1955年版すなわち初版のほか、1975年版、1984年版、2002年版の訳文が存在するが、全体からすれば微妙な差異といってよく、意味する内容も同じである。
古典文学と同様、少なくとも初版は保護期間が満了しており、著作権が一般に公有されている。その恩恵により、今日では有志による電子版が安価または無料で入手できる。
また今なお印刷書籍の各版も健在で、1975年版を収録した古本・古書が安価に入手しやすく、中でも目録番号がJC34、JC44、JC43Lなど、あるいは場合によってはJC53、JC63などのものは、中古書も取り扱うオンライン書店やネット通販サイトで、ほぼ配送料のみで販売されるケースもある。

## 各版
小型引照つきクロス装口語訳聖書 JCO43
ISBN 978-4-8202-1024-5
小型引照つき合成皮革装口語訳聖書 JCO45
ISBN 978-4-8202-1025-2
小型引照つき折革装口語訳聖書 JCO49S
ISBN 978-4-8202-1026-9
大型引照つきクロス装口語訳聖書 JCO53 ※文字サイズは中型聖書と同じ8.5ポイント
ISBN 978-4-8202-1232-4
ISBN 978-4-8202-1133-4
ISBN 978-4-8202-1006-1
ISBN 978-4-8202-0022-2
大型引照つき折革装口語訳聖書 JCO59S ※文字サイズは中型聖書と同じ8.5ポイント
ISBN 978-4-8202-1233-1
ISBN 978-4-8202-1134-1
ISBN 978-4-8202-1020-7
ISBN 978-4-8202-0023-9
大型引照つきクロス装口語訳聖書 JCO63
ISBN 978-4-8202-1030-6
大型引照つき革装口語訳聖書 JCO68
ISBN 978-4-8202-1031-3
ミニ判ビニールクロス装口語訳聖書 JC34
ISBN 978-4-8202-1002-3
ISBN 978-4-8202-0001-7
ミニ判折革装口語訳聖書 JC39S
ISBN 978-4-8202-1013-9
ISBN 978-4-8202-0002-4
小型ビニールクロス装口語訳聖書 JC44
ISBN 978-4-8202-1226-3
ISBN 978-4-8202-1127-3
ISBN 978-4-8202-1003-0
小型ビニールクロス装口語訳聖書(赤) JC44(赤)
ISBN 978-4-8202-1041-2
小型ビニールクロス装口語訳聖書(赤) JC44R
ISBN 978-4-8202-0004-8
小型ビニールクロス装口語訳聖書(黒) JC44B
ISBN 978-4-8202-0003-1
小型クロス装読むためのガイドつき口語訳聖書 JC43L
ISBN 978-4-8202-1042-9
ISBN 978-4-8202-1017-7
小型クロス装読むためのガイドつき口語訳聖書(青) JC43LBL
ISBN 978-4-8202-0006-2
小型クロス装読むためのガイドつき口語訳聖書(緑) JC43LGR
ISBN 978-4-8202-0005-5
小型合成皮革装口語訳聖書(贈呈ページつきまたは特別上装) JC45Q
ISBN 978-4-8202-1043-6
ISBN 978-4-8202-1018-4
小型合成皮革装口語訳聖書(贈呈ページつきまたは特別上装・白) JC45QW
ISBN 978-4-8202-0008-6
小型合成皮革装口語訳聖書(贈呈ページつきまたは特別上装・茶) JC45QBR
ISBN 978-4-8202-0007-9
小型折革装口語訳聖書 JC49S
ISBN 978-4-8202-1227-0
小型折革装口語訳聖書(贈呈ページつきまたは特別上装) JC49QS
ISBN 978-4-8202-1128-0
ISBN 978-4-8202-1044-3
ISBN 978-4-8202-1015-3
小型折革装口語訳聖書(贈呈ページつきまたは特別上装・赤) JC49QSR
ISBN 978-4-8202-0010-9
小型折革装口語訳聖書(贈呈ページつきまたは特別上装・黒) JC49QSB
ISBN 978-4-8202-0009-3
中型クロス装口語訳聖書 JC53
ISBN 978-4-8202-1228-7
ISBN 978-4-8202-1129-7
ISBN 978-4-8202-1049-8
ISBN 978-4-8202-1004-7
中型クロス装聖画入り口語訳聖書 JC53P
ISBN 978-4-8202-1001-6
中型クロス装口語訳聖書 JC53
ISBN 978-4-8202-0011-6
中型合成皮革装口語訳聖書 JC55
ISBN 978-4-8202-1050-4
ISBN 978-4-8202-1009-2
ISBN 978-4-8202-0012-3
中型ジッパーつき合成皮革装口語訳聖書 JC55Z
ISBN 978-4-8202-1032-0
ISBN 978-4-8202-0013-0
中型折革装口語訳聖書 JC59S
ISBN 978-4-8202-1229-4
中型折革装口語訳聖書(贈呈ページつきまたは特別上装) JC59QS
ISBN 978-4-8202-1130-3
ISBN 978-4-8202-1051-1
ISBN 978-4-8202-1012-2
中型折革装口語訳聖書(贈呈ページつきまたは特別上装・赤) JC59QSR
ISBN 978-4-8202-0015-4
中型折革装口語訳聖書(贈呈ページつきまたは特別上装・黒) JC59QSB
ISBN 978-4-8202-0014-7
大型クロス装口語訳聖書 JC63
ISBN 978-4-8202-1230-0
ISBN 978-4-8202-1131-0
ISBN 978-4-8202-1005-4
ISBN 978-4-8202-0016-1
大型合成皮革装口語訳聖書 JC65
ISBN 978-4-8202-1014-6
ISBN 978-4-8202-0017-8
大型合成皮革装分割口語訳聖書 JC65D ※文字サイズは分割や講壇用でない大型聖書と同じ10ポイント
ISBN 978-4-8202-1022-1
ISBN 978-4-8202-0018-5
大型革装口語訳聖書(贈呈ページつきまたは特別上装) JC68Q
ISBN 978-4-8202-0019-2
大型折革装口語訳聖書 JC69S
ISBN 978-4-8202-1231-7
大型折革装口語訳聖書(贈呈ページつきまたは特別上装) JC69QS
ISBN 978-4-8202-1132-7
ISBN 978-4-8202-1019-1
ISBN 978-4-8202-0020-8
大型紙装分割口語訳聖書 JC90D
ISBN 978-4-8202-1023-8
大型クロス装分割口語訳聖書 JC93D
ISBN 978-4-8202-1011-5
大型講壇用革装口語訳聖書 JC98
ISBN 978-4-8202-1234-8
ISBN 978-4-8202-1135-8
ISBN 978-4-8202-1010-8
ISBN 978-4-8202-0021-5